# Unicapsula seriolae
Unicapsula seriolae is een microscopische parasiet uit de familie Trilosporidae. Unicapsula seriolae werd in 1982 beschreven door Lester. 